# Ranjit-Sagar-Talsperre
Die Ranjit-Sagar-Talsperre (englisch Ranjit Sagar Dam, auch: „Thein-Talsperre“) ist eine große Mehrzweck-Stauanlage am Fluss Ravi, 24 km oberhalb Madhopur, in Nord-Indien.
Das Bauwerk ist Teil eines Planes für die Nutzung des Wassers der drei Flüsse Satluj, Beas und Ravi zur Bewässerung und Wasserkrafterzeugung.
Die Ranjit-Sagar-Talsperre liegt in einer Schlucht des Ravi in der Nähe des Dorfes Thein im Unionsterritorium Jammu und Kashmir in einer seismisch aktiven Zone des Himalayas, dem Shivalik-Gebirgszug. Das Projekt ist ein Gemeinschaftsprojekt von Jammu und Kashmir und den Bundesstaaten Punjab und Himachal Pradesh, auf deren gemeinsamen Grenzen der Stausee liegt. Eine zwischenstaatliche Vereinbarung zwischen diesen Bundesstaaten wurde 1979 unterzeichnet, worauf mit der Ausführung begonnen werden konnte. Die Hauptarbeiten sind abschnittsweise ausgeführt worden.
Der indische Premierminister Atal Bihari Vajpayee setzte die Talsperre am 4. März 2001 nahe bei den Orten Pathankot und Shahpurkandi im damaligen Distrikt Gurdaspur in Punjab in Betrieb, indem er auf einen Knopf drückte. Der Aufstau des Reservoirs begann schon am 15. Februar 1999 und der erste Strom wurde ab August 2000 erzeugt.
Die Talsperre Ranjit Sagar ist nach dem Maharadscha Ranjit Singh benannt worden, einem berühmten Herrscher des Punjab.

## Technische Daten
Der Staudamm ist der höchste Steinschüttdamm mit Erdkern in Indien und derzeit der zweithöchste Staudamm (nach der Tehri-Talsperre) und die siebthöchste Talsperre insgesamt in Indien.
Das Projekt umfasst unter anderem folgende bemerkenswerte Einzelheiten:
- Das Wasserkraftwerk verfügt über vier (vertikale) Francis-Turbinen mit je 150 MW, insgesamt 600 MW. Die Fallhöhe variiert zwischen 76,0 und 121,9 m.[1] Es ist das sechstgrößte Wasserkraftwerk Indiens; die einzelnen Turbinen sind die zweitgrößten Indiens.
- Die Talsperre soll das längste Hochwasserentlastungsgerinne in Asien haben. Die vier Stollen aus Stahlbeton (T-1, T-2, P-1 und P-2) haben bei einem Durchmesser von 12 m eine Länge von 4 km. Für die Hochwasserentlastung aus Beton mussten 26 Millionen m³ Fels ausgeschachtet (auch ein Rekord für Indien) und etwa 1 Million m³ Beton verbaut werden. Die sieben radialen Einläufe sind 15,57 m mal 17,20 m groß.
- An der Hochwasserentlastung ist eine Belüftung eingebaut worden, die Kavitation verhindern soll, da das Wasser hier mit einer Geschwindigkeit von 162 km/h fließt.
- Die lichte Einlaufbreite der Hochwasserentlastung beträgt 109 m auf einer Höhe von 511,7 m über NN. Sie ist für eine Abflussmenge von 20.678 m³/s bemessen; insgesamt können 24.637 m³/s abgeführt werden.[1]
- Für die Wasserentnahme gibt es neun vertikale bis 126 m tiefe Schächte.
- Zum Kraftwerk führt eine 1 km lange Druckrohrleitung mit 8,5 m Durchmesser.
- Im Bauwerk, im Untergrund, unter der Hochwasserentlastung und in den Hängen gibt es Kontrollgänge von insgesamt 6 km Länge. Ein solcher Gang unter einem Erddamm ist hier erstmals in Indien gebaut worden.

Der Stausee erstreckt sich hinter dem Damm über 22 km bei einer maximalen Breite von 5 km und einer Tiefe bis zu 130 m.
Die nutzbare Speicherkapazität beträgt 2344 Millionen Kubikmeter, der gesamte Stauraum 3280 Millionen.
Weitere Nutzungen der Talsperre neben der Energiegewinnung sind: Wasserversorgung für Industrie und Landwirtschaft, industrielle Entwicklung, Hochwasserschutz, Fischerei, Urbarmachung von Land im Flusstal, Entwicklung touristischer Ziele, wirtschaftlicher Aufschwung und weitere.